# 苔

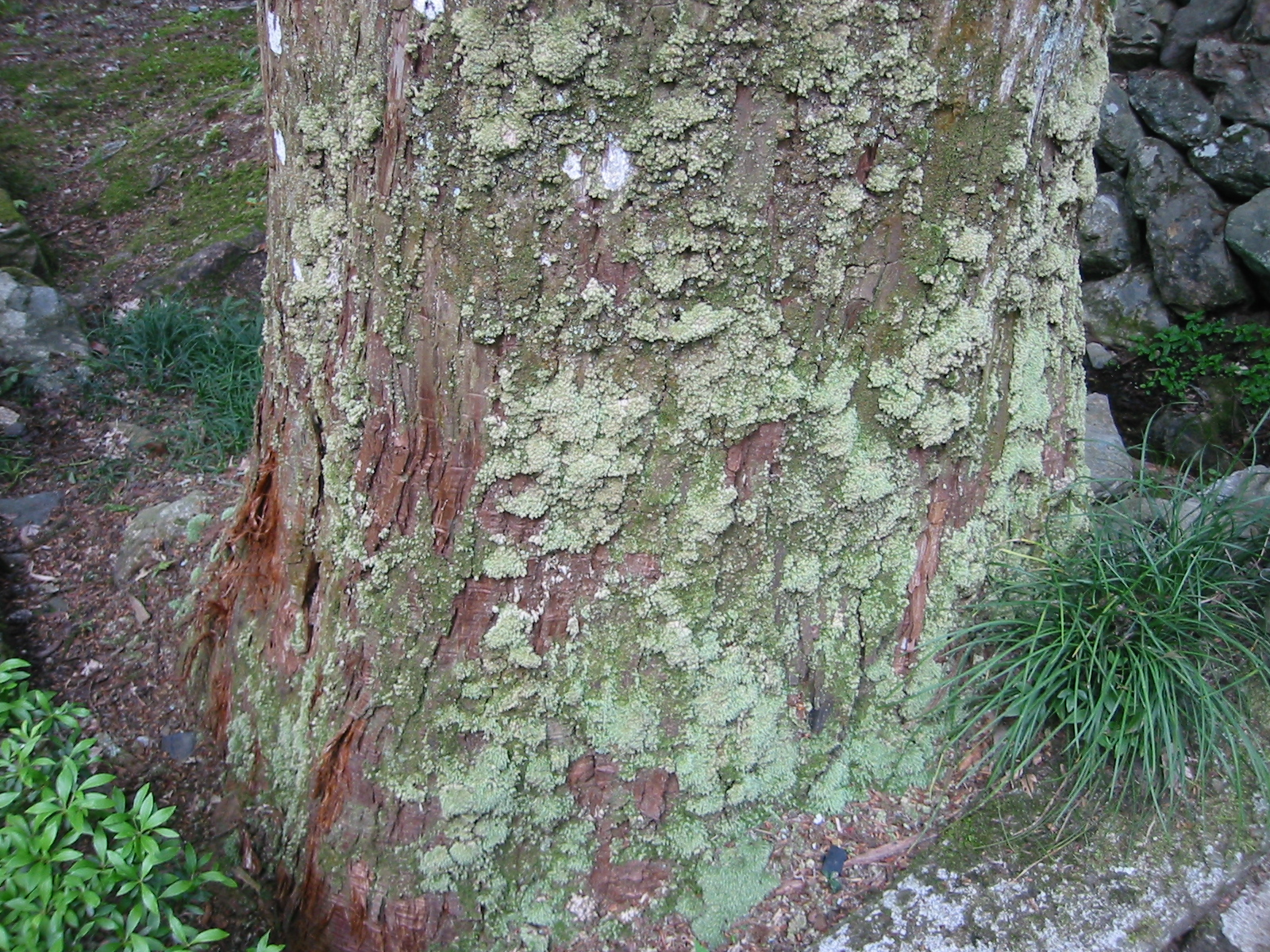
樹木に生えた身近な苔 - コケ植物の蘚類と苔類に地衣類がまじる

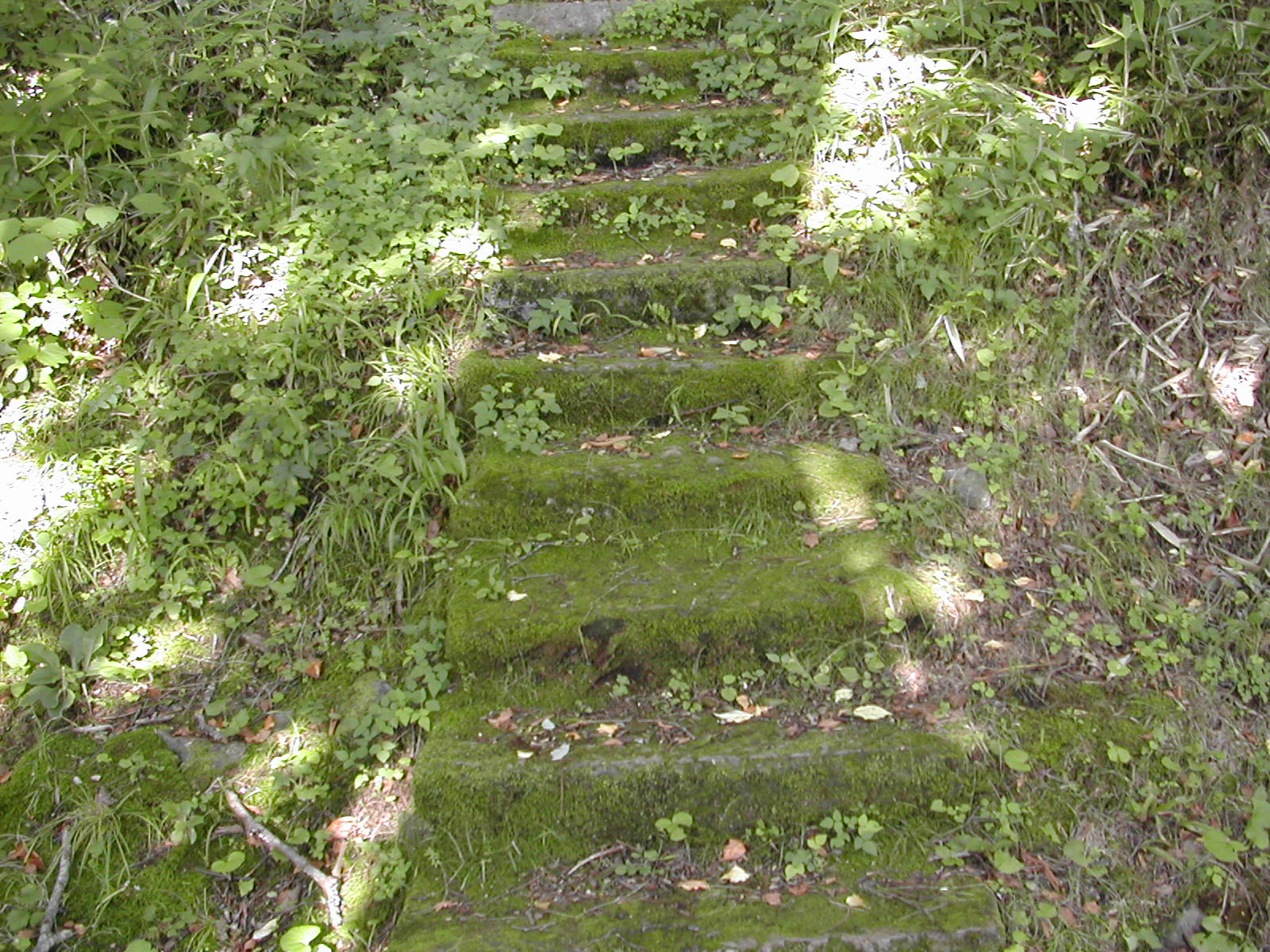
苔むした石段

苔（こけ、蘚、英: moss）・コケは地表や岩の上にはいつくばるように成長し、広がるような植物的なもの。狭義のコケは苔類、蘚類、ツノゴケ類の総称としてコケ植物を指すが、コケはそれに加え菌類と藻類の共生体である「地衣類」や、一部のごく小型の維管束植物や藻類などが含まれる。語源は「木毛」にあり、元々は樹の幹などに生えている小さな植物の総称だったとする説がある。自生している又は栽培されている苔は日本などで鑑賞の対象となるほか、イワタケなど食用の苔もある。

## 概説

### 鑑賞・園芸
苔は日本庭園や盆栽で利用される。地面一面に苔を生えさせた西芳寺（通称：苔寺、京都市）など庭園のほか、多くの苔が自生する奥入瀬渓流（青森県）、白谷雲水峡（屋久島）などは観光地として人気が高い。日本では、上記2カ所に白駒の池（長野県）など北八ヶ岳山麓を加えて「モス（苔）ツーリズムの三大聖地」と称されることもある。 
屋上緑化にも使われる。在来種を生かせるうえ、他の植物に比べて軽量で、管理の手間が少ない利点がある。
庭園づくり以外でも、苔は単独あるいは他の植物と一緒に、盆栽や苔玉として栽培される。日本には約1700種の苔が生育しており、この中には直径数センチメートルのガラス瓶内で栽培できるものもある（苔テラリウム）。

### 実用
ミズゴケ類は吸水・保水性が良い。このため梱包材やスポンジ、脱脂綿の代用、女性の生理用品や止血剤などとして用いられた。

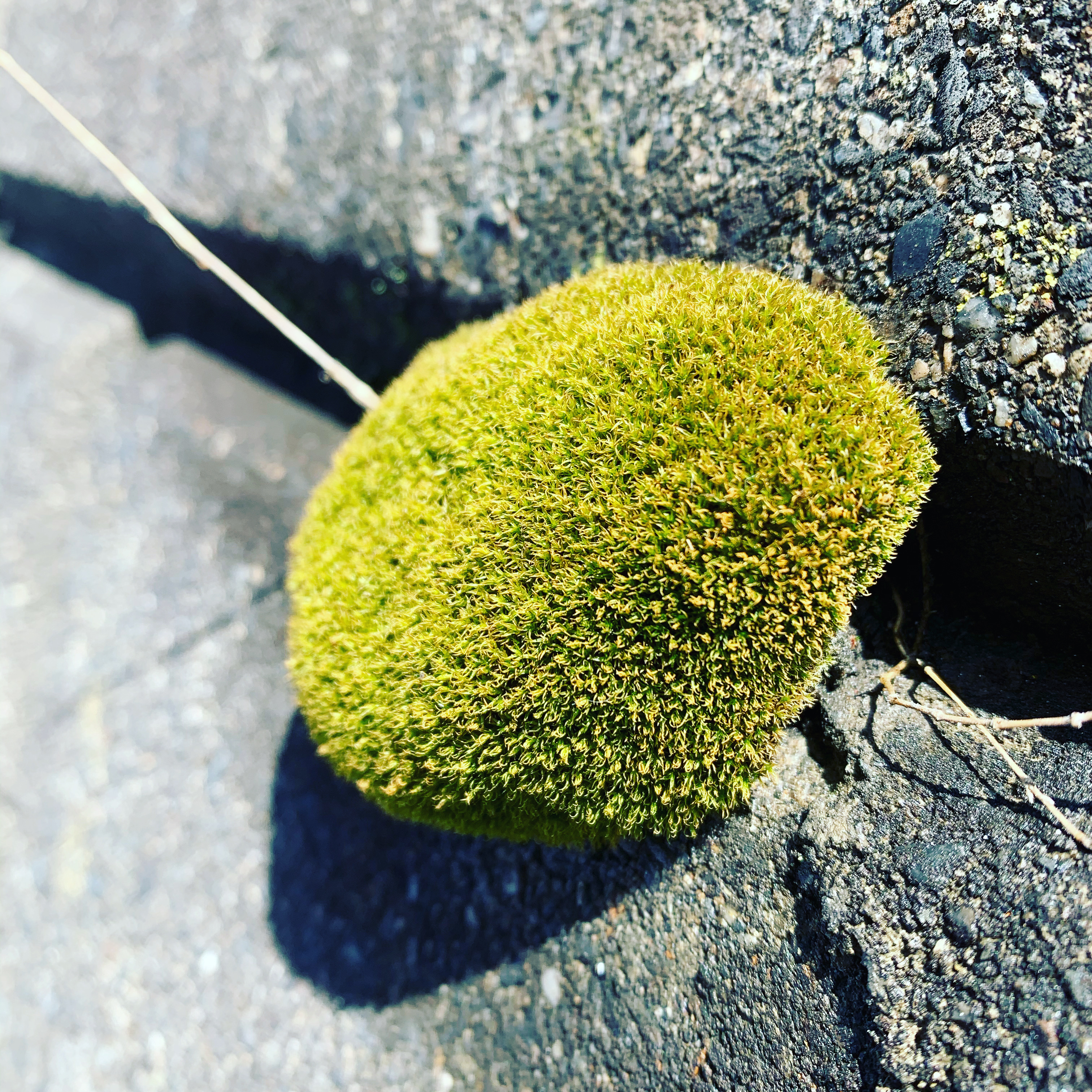
石垣に自生した苔

## 苔の育て方
苔植物は胞子を作って子孫を残す有性生殖の他に、「無性芽」と呼ばれる自分のクローンを作るための芽を使って増殖する無性生殖を行う。ただし、すべての苔が有性生殖と無性生殖が可能なわけではなく、どちらか片方だけという苔も多い。
苔は乾燥に強いが、高温のムレに弱い。暑い日中の水やりが苔を蒸らすことになり、苔の生育を阻害するので避けるべきである。夏は苦手で冬は強いので、秋に苔を蒔いて、来年の春までに、大きく育てるのがよい方法である。強い日当たりの場所は、苔は弱る。やはり半日蔭（木漏れ日が動く場所）で苔はよく育つ。木陰を作ってやると良い。

### 苔の育て方のポイント
1. 水やりは夕方にたくさんやる。
2. 水はけをよくする。
3. 風あたりの強いところは苦手なので、風避けを設ける。
4. 落ち葉を取り除く。光合成ができなくなり、生育を阻害する。

## 生物の名称として
小型な植物は往々にしてコケの名を持つ。蘚苔類は当然であるが、地衣類の和名も「○○ゴケ」を使う。それ以外のものでは以下のような例がある。
- 種子植物
  - ウサギゴケ
  - コケオトギリ
  - コケサンゴ[7][8]
  - コケミズ[9][10]
  - サギゴケ
  - モウセンゴケ
- シダ植物
  - ウチワゴケ
  - クラマゴケ
  - コケシノブ
- 地衣類
  - ハナゴケ[11]
- 動物 - 基質上を這うような固着性のものにコケの名を持つ例がある。
  - コケムシ

その他、アクアリウムなどの水槽の内側に付着する藻類もしばしば「コケ」と呼ばれる。

## 苔を用いた表現
「苔」という漢字が日本に伝わった当時は苔を主に藻を指す言葉として用いられ、コケについては「蘿」という漢字が当てられている歌もある。
コケは岩や地表が長く放置された時に生え、耕すなどの攪乱（かくらん）が行われていると育たない、との認識がある。例えば「苔むす」という言葉はその状態が長く続いてきたことを示す。岩に苔がむす様は、悠久な時間を示す意味で、日本の国歌『君が代』の歌詞で言及される。
「苔の衣」とは、修行に励む僧侶の衣を指す。お坊さんは、山深い陽も当たらない修行場で衣に苔がむすほど長い時間修行しなければ悟りを得るのは難しいという意味。
「転石苔むさず」は、古くから使われてきた西洋のことわざ「A rolling stone gathers no moss.」の翻訳にあたる。これには相反する二通りの解釈がある。「転々と職業や住居を変える人は、成功できない。」という意味と、「絶えず活動している人は、常に清新でいられる。」という意味に使われる。イギリスでは一般的に前者の意味で使われるが、アメリカでは後者の意味で使われる。
古い墓石についた苔を掃除するという意味で、墓参や墓掃除を「掃苔」（そうたい）と称することがある。
苔の花言葉を「母性愛」とする文献がある。
苔に由来する色として、モスグリーン（苔色）やモスグレー（モスグレイ）といったものがある。黄褐色と緑の中間の色で、色味が若いものを前者、灰色が強いものを後者という風に区別する。